# Nitrificación

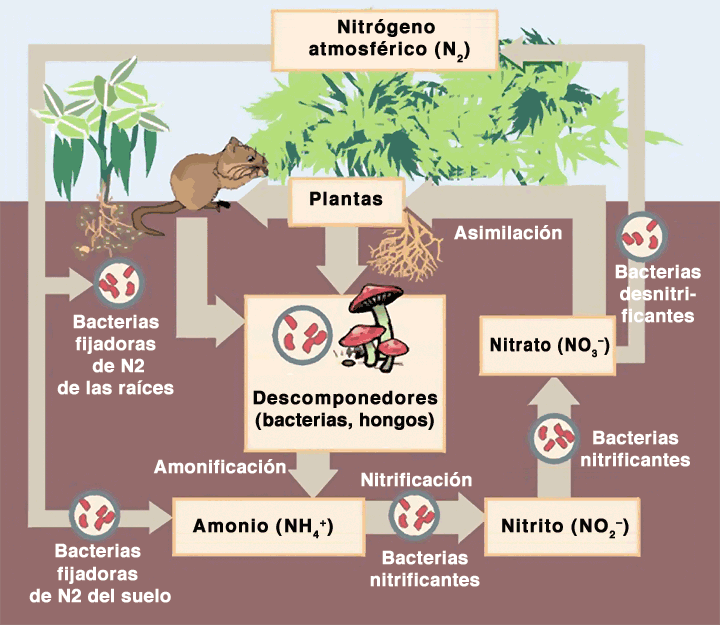
Ciclo del nitrógeno.

La nitrificación es la oxidación biológica de los derivados de amoniaco para dar nitrito, seguida por una segunda oxidación de esos nitritos para terminar formando nitratos. La nitrificación es una etapa importante en el ciclo del nitrógeno en agua y suelos. Este proceso fue descubierto por el microbiólogo ruso Sergei Winogradsky. El proceso de nitrificación completa suele ocurrir en dos pasos. Primeramente el amonio se oxida a nitrito (NO2-) y tras lo cual, en un segundo paso, este nitrito completa la oxidación pasando a nitrato (NO3-). En ambos pasos intervienen numerosas bacterias presentes en el suelo en las aguas. Las bacterias Nitrosomonas y Nitrosococcus provocan la transición de amoniaco a nitrito, mientras que la segunda etapa de la oxidación es mediada por las bacterias de la familia Nitrobacter. La primera etapa es la más lenta y por consiguiente es el paso limitante de la velocidad de nitrificación. 

## Introducción
La nitrificación, es decir, la conversión de N(-III) a N(V), es un proceso muy común y sumamente importante que tiene lugar en la naturaleza, habitualmente en suelos, pero, también en el agua. Su importancia radica en que, en el medio natural, el nitrógeno que se absorbe por las plantas se encuentra principalmente en estado de oxidación (V), es decir, como nitratos, mientras que, en la mayoría de los compuestos biológicos (aminoácidos, proteínas, ácidos nucleicos, etc.) el nitrógeno se encuentra en estado de oxidación (-III), como derivados del amoniaco. La reacción química global de nitrificación
{\displaystyle {\ce {2O2 + NH4+ <=> NO3- + 2H+ + H2O}}}
presenta una constante de equilibrio de 3.7 x 107; es decir, el proceso global es termodinámicamente muy favorable. No obstante, para que se lleve a cabo es necesario que el medio sea ligeramente ácido o neutro y sobre todo, que esté aireado, por lo que la nitrificación no suele producirse en zonas profundas del suelo o de los sedimentados, al ser estos medios anaerobios. En el medio natural, la oxidación del amonio a nitrito y la subsecuente oxidación a nitrato es llevada a cabo con el concurso de diferentes especies de bacterias nitrificantes. La primera etapa la hacen bacterias de los géneros microbiológicos Nitrosomonas y Nitrosococcus (entre otros). La segunda etapa (oxidación de nitrito a nitrato) la hacen bacterias del género Nitrobacter,  mayormente. En ambas etapas se produce energía que se destina a la síntesis de ATP. Estos microorganismos nitrificantes son quimioautótrofos y usan dióxido de carbono como su fuente de carbono para crecer.
La nitrificación también juega un importante papel en la eliminación del nitrógeno orgánico de aguas residuales en las plantas de tratamiento. El proceso tiene lugar cuando existe una extensa aireación, es decir, en el reactor biológico de la estación depuradora. Cuando los lodos y el fango producido pasan al sedimentador, al ser un medio no aireado, pero rico en materia orgánica, se produce el proceso de desnitrificación, por el cual otros microorganismos (principalmente Pseudomonas y Achromobacter) convierten el nitrato en nitrógeno molecular (N2) que retorna a la atmósfera ({CH2O} denota materia orgánica, en general):
{\displaystyle {\ce {4NO3- + 5 \{CH2O\} + 4H+ -> 2N2 + 5CO2 + 7H2O}}}
De esta manera se evita que el nitrato presente en el efluente de la depuradora, regrese a los cauces de agua natural o a los lagos, lo que generaría un serio problema de eutrofización de las aguas, al tratarse de un nutriente esencial para las plantas.
En conjunto con la amonificación, la nitrificación forma parte del proceso de mineralización, que hace referencia a la descomposición completa de materia orgánica, con la liberación de compuestos nitrogenados disponibles para los vegetales (formas minerales, no orgánicas). Esto completa el ciclo del nitrógeno.

## Química y procesos microbiológicos
La nitrificación es un proceso de oxidación de compuestos nitrogenados, pues el paso del nitrógeno en estado de oxidación -3 (amonio) al estado de oxidación +5 implica la pérdida de 8 electrones. En este intercambio de electrones, el oxígeno actúa como mediador o captador de estos electrones, como se muestra en la reacción global de nitrificación:
{\displaystyle {\ce {NH4+ (aq) + O2 + H2O -> NO3- (aq) + H3O+(aq)}}}
La reacción requiere un pH neutro o ligeramente ácido. En el medioambiente, las condiciones ideales son un suelo o medio acuático bien aireado con un pH comprendido entre 6,5 y 8. La velocidad del proceso de nitrificación decrece drásticamente cuando el pH del medio es inferior a 6.La reacción tiene lugar en dos pasos en los que intervienen diferentes bacterias aerobias, que aportan las enzimas necesarias para catalizar estas reacciones.

### Oxidación del amoníaco (nitritación)
El proceso de nitrificación comienza con la primera etapa de oxidación del amoníaco, donde el amoníaco (NH3) o el amonio (NH4+) se convierten en nitrito (NO2-). Esta primera etapa a veces se conoce como nitritación. Muchas de estas bacterias tienen sistemas complejos de membrana interna que son la ubicación de enzimas clave en la nitrificación: amoníaco monooxigenasa (que oxida el amoníaco a hidroxilamina), hidroxilamina oxidorreductasa (que oxida la hidroxilamina a óxido nítrico).
{\displaystyle {\ce {2NH4+ (aq) + 3O2 + 2H2O -> 2NO2- (aq) + 4H3O+(aq)}}}
Las bacterias oxidantes de amoníaco, generalmente son bacterias Gram-negativa, del género Nitrosomonas y Nitrococcus, de amplia capacidad para utilizar amoniaco como fuente de energía y muy frecuentes en una amplia gama de entornos, como suelos, sistemas acuáticos y plantas de tratamiento de aguas residuales. Esta actividad enzimática es bastante sensible a factores ambientales, como el pH, la temperatura y la disponibilidad de oxígeno.

### Oxidación del nitrito (nitración)
El segundo paso de la nitrificación es la oxidación del nitrito a nitrato. Este proceso a veces se conoce como nitración. La oxidación de nitritos la llevan a cabo bacterias oxidantes de nitritos, generalmente conocidas como Nitrobacter y Nitrospira, pertenecientes a los taxones Nitrospirota, Nitrospinota, Pseudomonadota y Chloroflexota.  Estas bacterias suelen estar presentes en el suelo, manantiales geotérmicos, ecosistemas de agua dulce y marinos.
{\displaystyle {\ce {2NO2^- (aq) + O2 -> 2NO3- (aq)}}}

### Oxidación completa del amoníaco
La oxidación de amoníaco a nitrato en un solo paso, también es posible. En el año 2006 se predijo que este proceso podría producirse en determinados organismos, descubriéndose en el año 2015 que la especie Nitrospira inopinata era capaz de llevarlo a cabo.